# عمار بن عودة
عمار بن عودة (27 سبتمبر 1925 - 5 فبراير 2018)، هو مناضل وعقيد في جيش التحرير الوطني، وعضو في مجموعة الـ 22 التاريخية التي فجرت ثورة نوفمبر، وأحد أعضاء الوفد الجزائري الذي أدار مفاوضات إيفيان مع فرنسا الاستعمارية.

## مسيرته في الكفاح والنضال
ولد بمدينة عنابة، يوم 27 سبتمبر 1925، انخرط في حزب الشعب واعتقل سنة 1950، فرّ من السجن سنة 1951 برفقة زيغود يوسف وعبد الباقي بخوش وسليمان بركات. التحق بعدها في بالجنة الثورية للوحدة والعمل إلى جانب زيغود يوسف وديدوش مراد، وشارك في اجتماع الـ 22، وساهم في صياغة بيان أول نوفمبر.
كانت له اليد الطولى في عدة عمليات ضد قوات الاحتلال الفرنسي كهجوم 20 أوت 1955 الذي كان له كبير الأثر والصدى على الاستعمار والشعب الجزائري على حد سواء. وأصبح مسؤولاً عن التسليح والاتصالات العامة وشارك مع الوفد الثاني لاتفاقيات إيفيان وعين كممثل لجيش التحرير الوطني.

## بعد الاستقلال
بعد الاستقلال كلف بمهة إلى باريس كملحق عسكري، كما تقلد منصب ملحق عسكري في القاهرة، ثم تونس، وبعدها سفيراً في ليبيا سنة 1979. كما اشغل منصب رئيس مجلس الاستحقاق الوطني أثناء فترة الرئيس الشاذلي بن جديد.

## زوجاته وأبناؤه
عمار بن عودة له زوجتان خلف منهما سبعة أولاد ثلاث ذكور، محمد مصطفى كريم، أحمد طه ياسين، محمد علي، وأربعة إناث. أبناؤه كلهم جامعيون منهم أساتذة جامعيون، وكوادر وأطباء.

## وفاته
توفي في صبيحة يوم 5 فبراير 2018 بعد معاناته من المرض عن عمر ناهز 93 سنة، حيث أصابته تعقيدات طبية أين تقرر نقله إلى بروكسل في بلجيكا لكي يتلقى العلاج، وتنقل معه الابن الأكبر ياسين وابنته فاطمة الزهراء، ولما تركه ابنه ليرتاح من التعب؛ ليغوص في نوم عميق إلى غاية انتقال روحه إلى الرفيق الأعلى.
وكتب رئيس الجمهورية في برقية تعزية بعث بها إلى كافة أفراد أسرji قائلا:«رزئت الجزائر اليوم في واحد من أبنائها الذين عاهدوا الله والشعب على أن يضحوا بأرواحهم لنصرة الحق وتحرير الأمة، فتوافدوا إلى ساحات الوغى ينشدون النصر أوالشهادة غير عابئين بجحافل العدو ولا بوسائله الفتاكة التي عاث بها في الأرض فسادا وقتلا وتدميرا».
وفي 07 فبراير 2018 وصل جثمانه إلى مطار الجزائر الدولي هواري بومدين بعد الظهر حيث اُقيمت تأبينة بحظور عدد من كبار المسؤولين وثم نقله إلى مجلس الشعب لتقام التعزية على روحه ثم تم نقله إلى مسقط رأسه عنابة ليدفن في 08 فبراير 2018 في مقبرة عنابة قرب قبر والده كما أوصى بذلك.

## روابط خارجية
- المجاهد "عمار بن عودة" عضو مجموعة الـ 22 التاريخية في ذمة الله على يوتيوب.